# Jesús Bracamontes
Jesús Bracamontes Zenizo (* 24. Dezember 1951 in Colima, Colima) ist ein ehemaliger mexikanischer Fußballtrainer und -spieler. Er ist der Vater der Schauspielerin Jacqueline Bracamontes, die 2001 zur Miss Mexiko gewählt wurde. 
Als Spieler stand Bracamontes bei den Clubs Guadalajara, Oro Jalisco und Deportivo Tepic unter Vertrag.
Als Trainer war er zwischen 1989 und 2001 mehrfach für den CD Guadalajara im Einsatz und dazwischen für die UAT Correcaminos (1994/95), die UAG Tecos (1995/96) und den CA Monarcas Morelia (Invierno 1996). 
Zwischen dem 7. Januar 2003 und dem 11. Januar 2005 war er als Sportdirektor für die mexikanische Nationalmannschaft im Einsatz. 
Später arbeitete Bracamontes als Fußballkommentator bei Univisión, einem zur Televisa-Gruppe gehörenden spanischsprachigen Sender in den USA. 